# Automuseum Engstingen

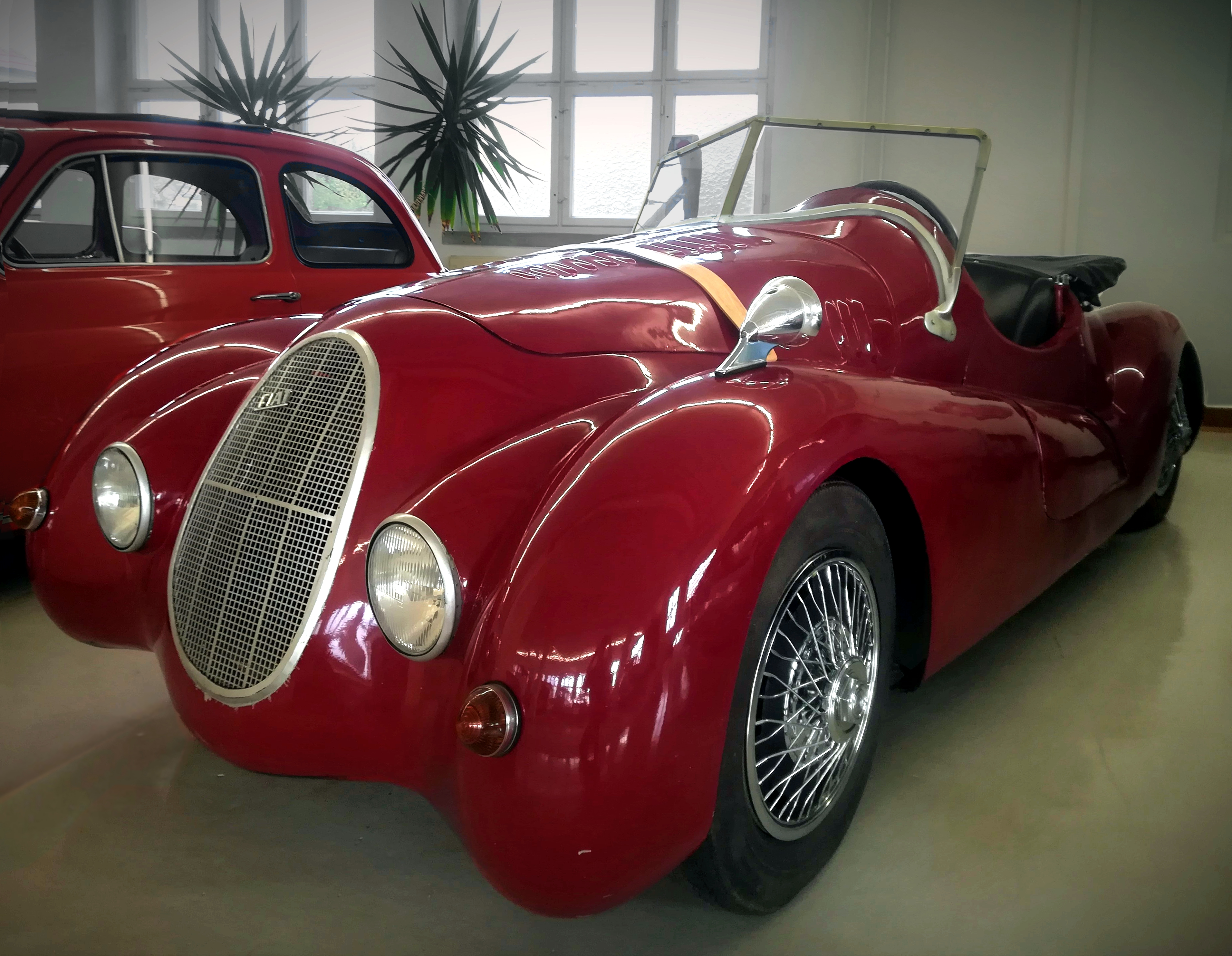
Seltenstes Stück der Ausstellung: Fiat Sport von 1942

Das Automuseum Engstingen wurde 1986 aus den Beständen einer privaten Fahrzeugsammlung gegründet und befand sich in den Räumlichkeiten einer ehemaligen Strickwarenfabrik in Engstingen (Ortsteil Großengstingen) im Landkreis Reutlingen. Das im Februar 1987 für die Öffentlichkeit freigegebene Museum wurde nach dem Tod seines Gründers im selben Jahr von der Gemeinde betrieben. 2024 war seine letzte Saison, Ende 2024 wurde es aus Kostengründen dauerhaft geschlossen.
Auf einer Fläche von 1200 Quadratmetern wurden mehr als 120 verschiedene Fahrzeuge von 1898 bis in die 1980er Jahre ausgestellt.

## Geschichte
Seinen Ursprung hatte das Museum in der aus damals 50 Fahrzeugen bestehenden Oldtimersammlung des aus Ödenwaldstetten stammenden Privatsammlers und Geschäftsmanns Siegfried Stotz, der ab 1974 das Automuseum Hohenstein in seinem Wohnort betrieb. Nachdem die dortigen Räumlichkeiten zu klein geworden waren, brachte Stotz seine Sammlung 1986 an den heutigen Standort, eine ehemalige Strickwarenfabrik, die 1984 aufgegeben worden war. Der damalige Engstinger Bürgermeister Klaus-Peter Kleiner († 2013) hatte Stotz die leerstehenden Räumlichkeiten zur Nutzung angeboten. Die offizielle Eröffnung für Besucher erfolgte nach mehrere Monate andauernden Umbauarbeiten des Fabrikgebäudes im Februar 1987. Nachdem Stotz im selben Jahr gestorben war, betrieb die Gemeinde das Museum; die Fahrzeuge der Sammlung wurden dem Museum zum Nießbrauch überlassen.
Das Museum war jährlich von Ostern bis zum letzten Oktoberwochenende geöffnet. Im Durchschnitt wurde es von etwa 3100 Personen im Jahr besucht. In der Saison 2019 lag die Anzahl der Besucher bei 3214.
Im März 2024 wurde vom Gemeinderat in Engstingen die Schließung des Automuseums nach Ende der Saison 2024 beschlossen. Grund dafür seien die hohen Betriebskosten.

## Ausstellung
Auf zwei Etagen und insgesamt 1200 Quadratmeter Fläche standen über 120 Fahrzeuge. Neben mehr als 40 Pkw waren Motorräder, Mofas und Mopeds sowie historische Fahrräder mit und ohne Hilfsmotoren in historischem Ambiente mit zeitgenössischen Alltagsgegenständen zu sehen.
Zu den ausgestellten Fahrzeugen zählten ein DeLorean DMC-12, ein Jaguar Mark 2, ein Brütsch 1200 von 1954, ein Porsche 356 A, ein Ford Model T Truck von 1924 sowie drei Mercedes-Benz-Cabriolets der späten 1940er und frühen 1950er Jahre. Das seltenste Exponat war ein Fiat Sport von 1942, bei dem es sich laut Angaben des Museums um das letzte erhaltene Exemplar dieses Modells handelt. 1988 wollte Fiat das Fahrzeug für sein eigenes Museum ankaufen, was jedoch seitens der Gemeinde abgelehnt wurde. Ältestes Exponat der Ausstellung war ein De-Dion-Bouton-Motordreirad aus dem Jahr 1898. Zu den überwiegend im oberen Stockwerk befindlichen Zweirädern des Museums gehörte unter anderem eine Ausstellung von Heinkel-Rollern. Die Heinkel-Ausstellung zeigte außer verschiedenen Modellen des Heinkel Tourist den weniger bekannten Heinkel 150 mit Zweitaktmotor, der von 1960 bis 1965 gebaut wurde.
Neben den dauerhaft ausgestellten Fahrzeugen hatte das Museum eine jährlich wechselnde Sonderausstellung zu verschiedenen Themen. So waren beispielsweise 2016 Fahrzeuge der Marke Ford als Schwerpunkt zu sehen. In der Saison 2023 zeigte die Sonderausstellung Fahrzeuge der Marke Fiat, zudem gab es eine Zusatzausstellung mit Zweirädern der Firma Maico.
Die Sammlung des Museums bestand zum Teil aus Fahrzeugen im Gemeindebesitz und aus privaten Leihgaben.

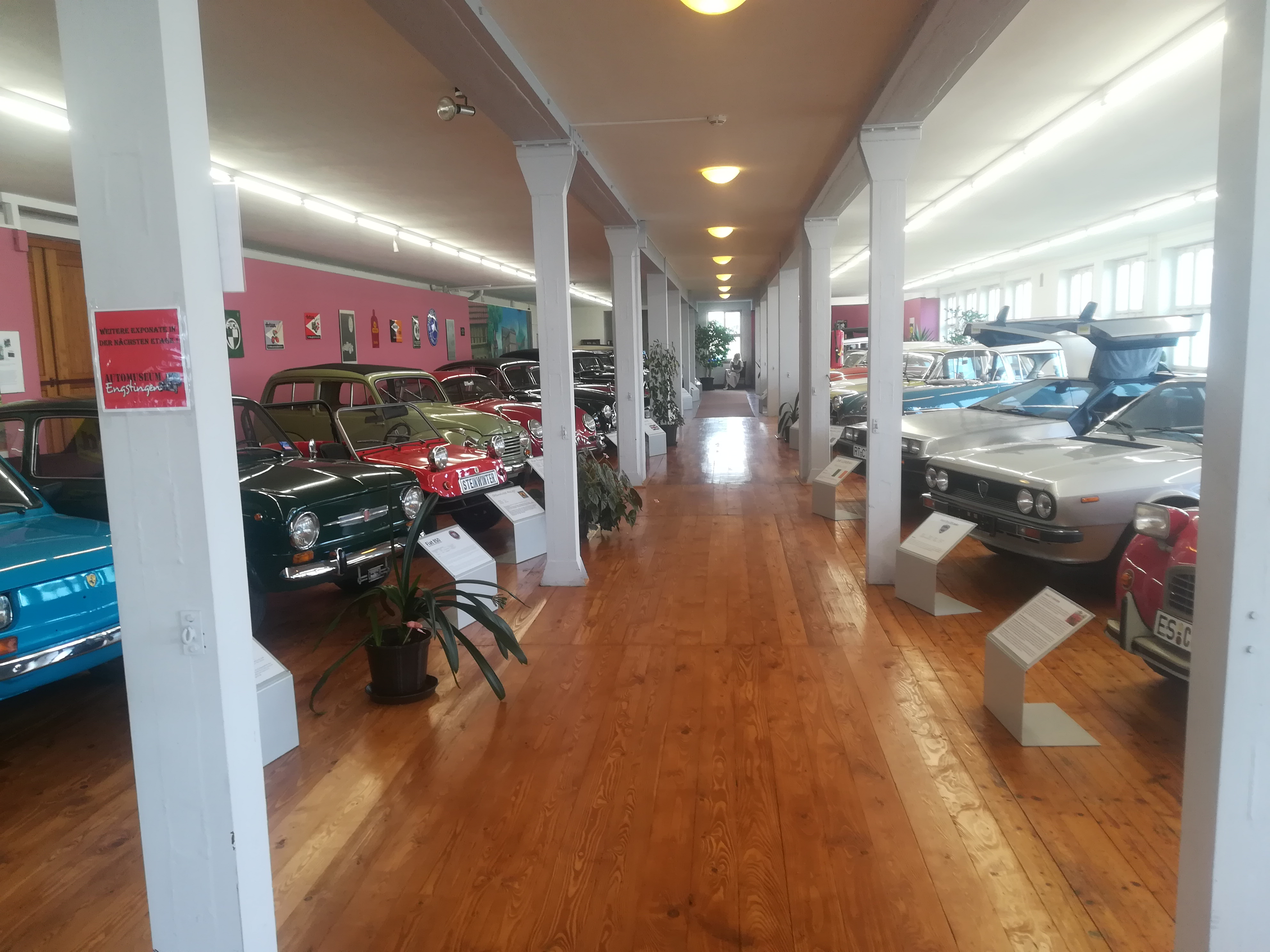
Unteres Stockwerk des Museums
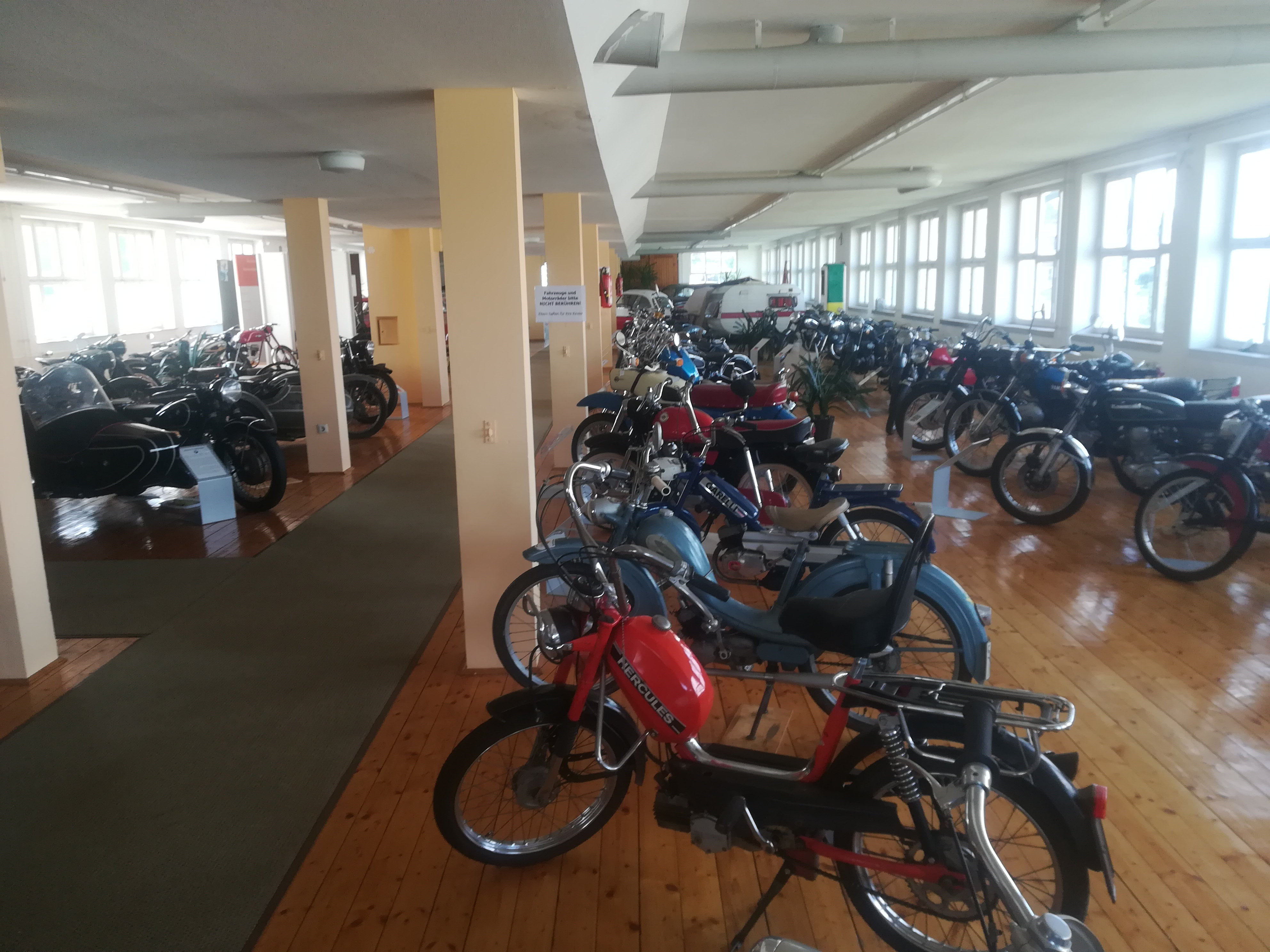
Oberes Stockwerk des Museums
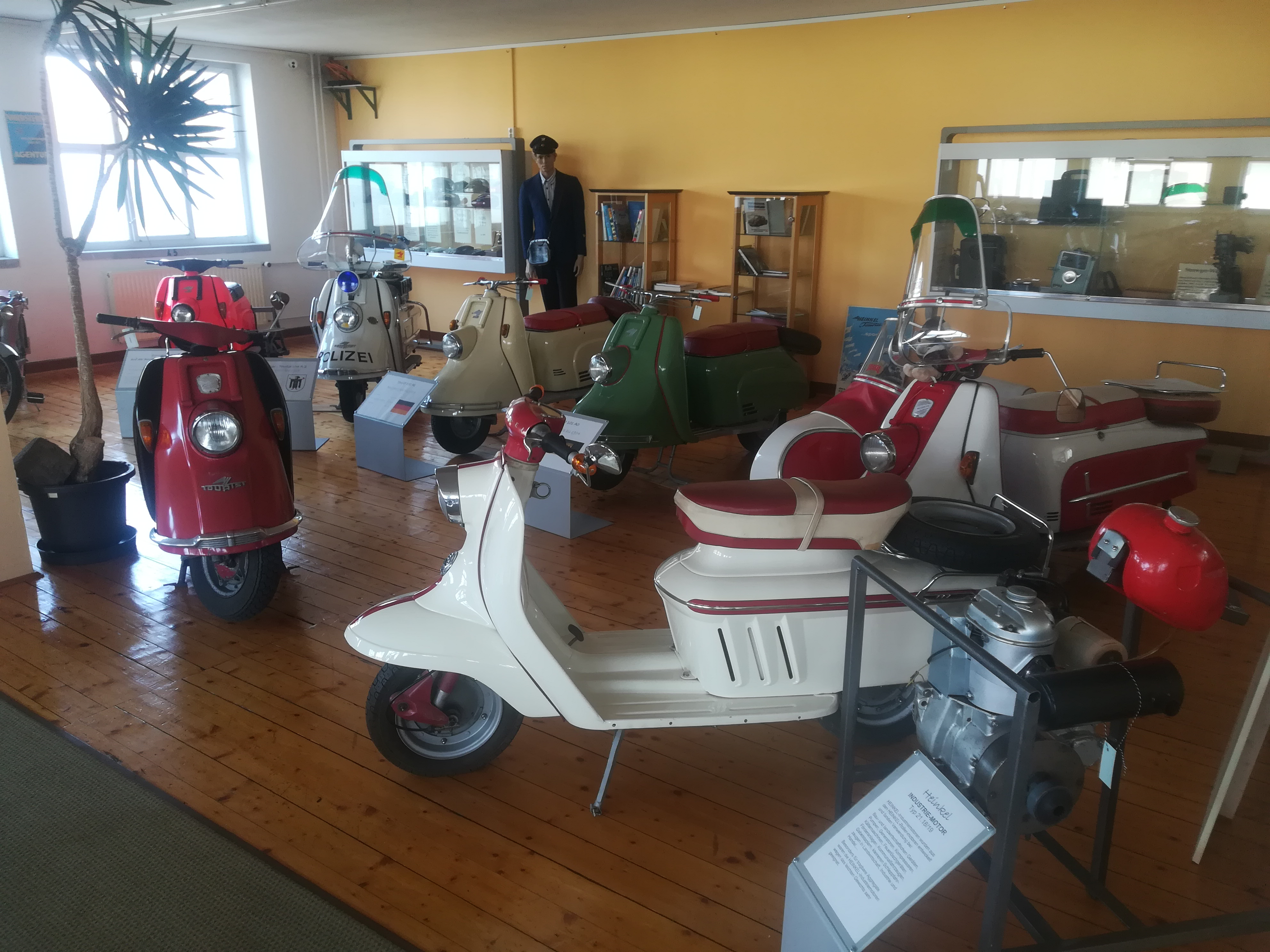
Heinkel-Ausstellung
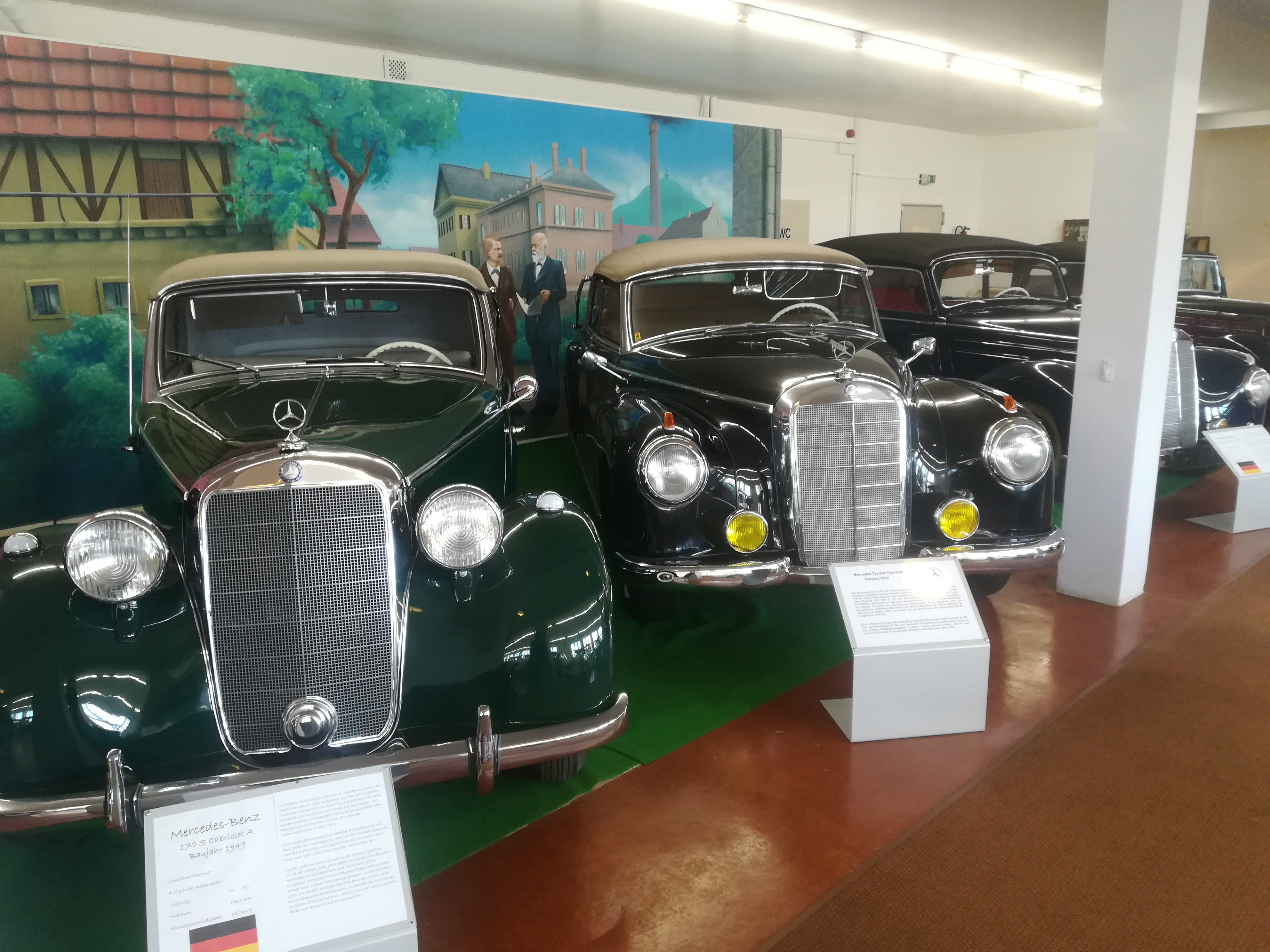
Mercedes-Cabriolets
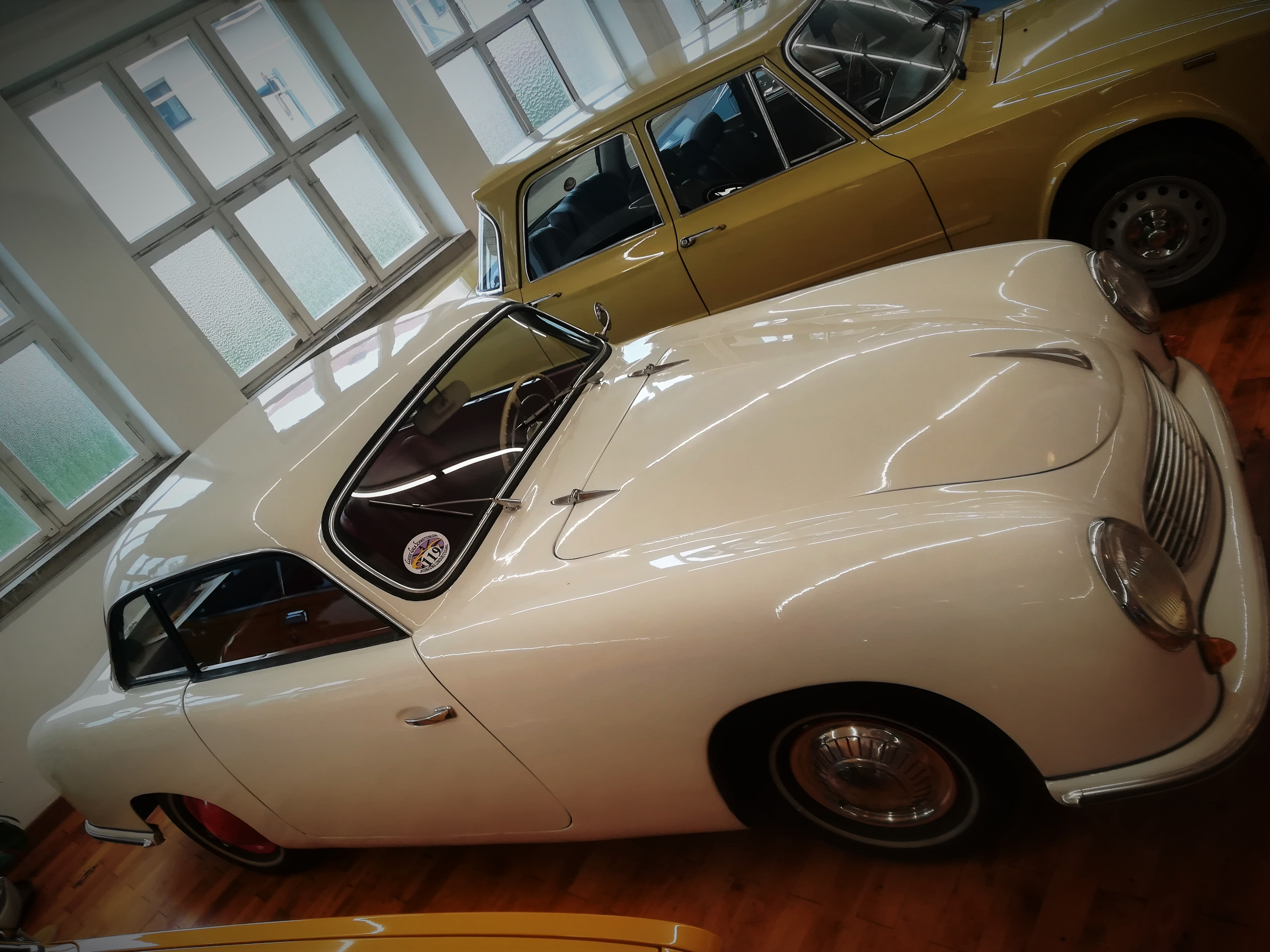
Brütsch 1200
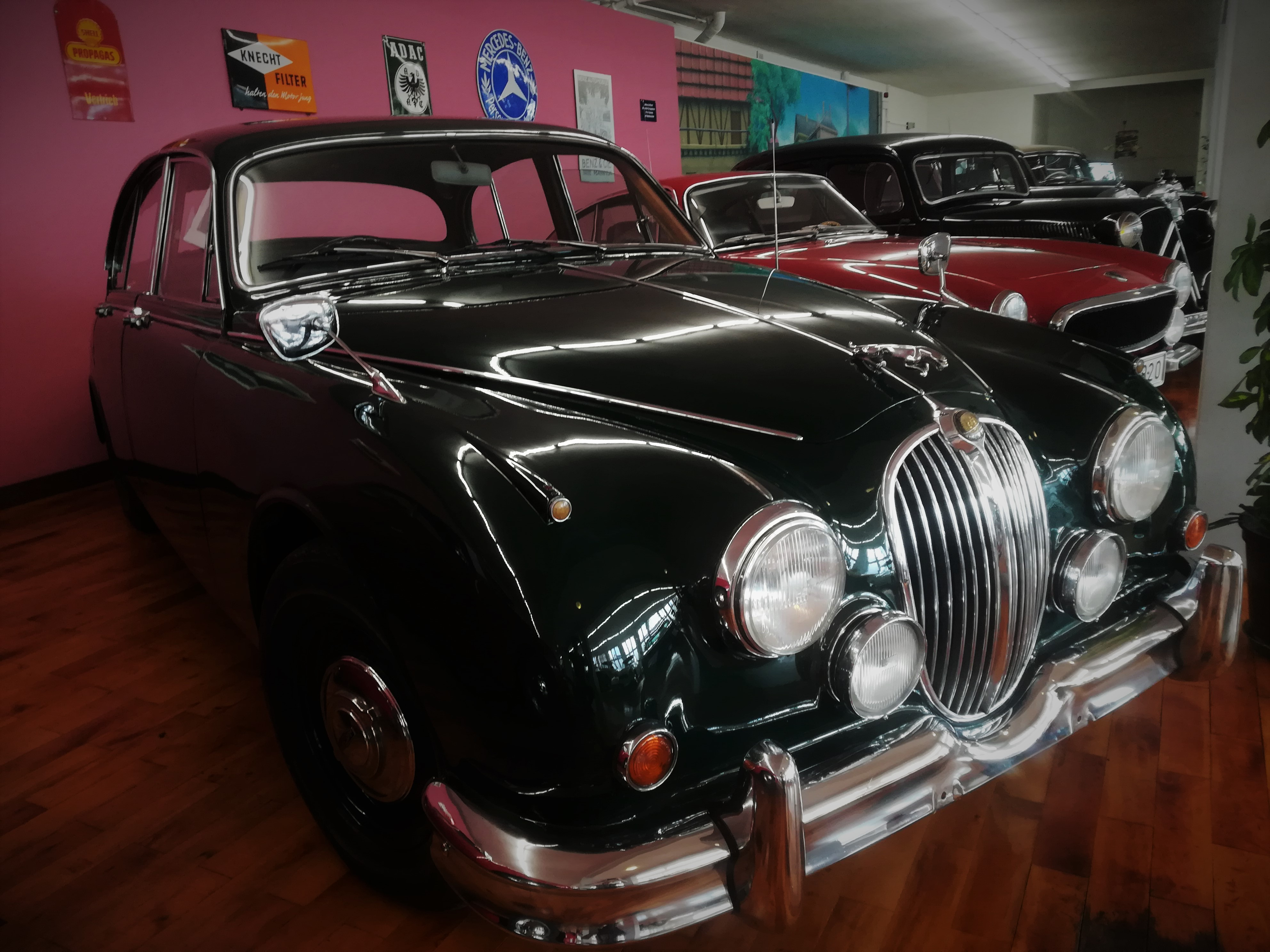
Jaguar Mark 2
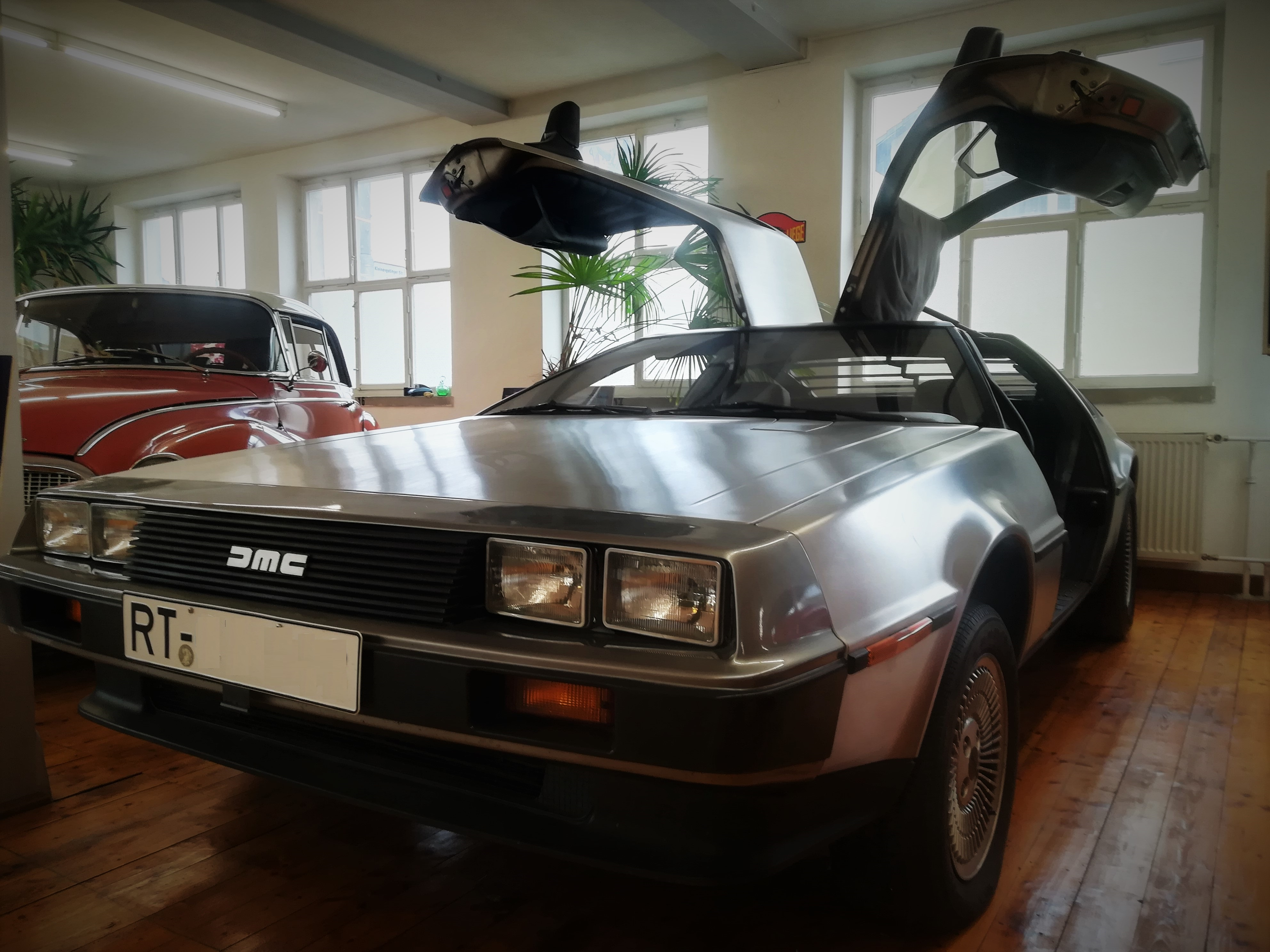
DeLorean DMC-12
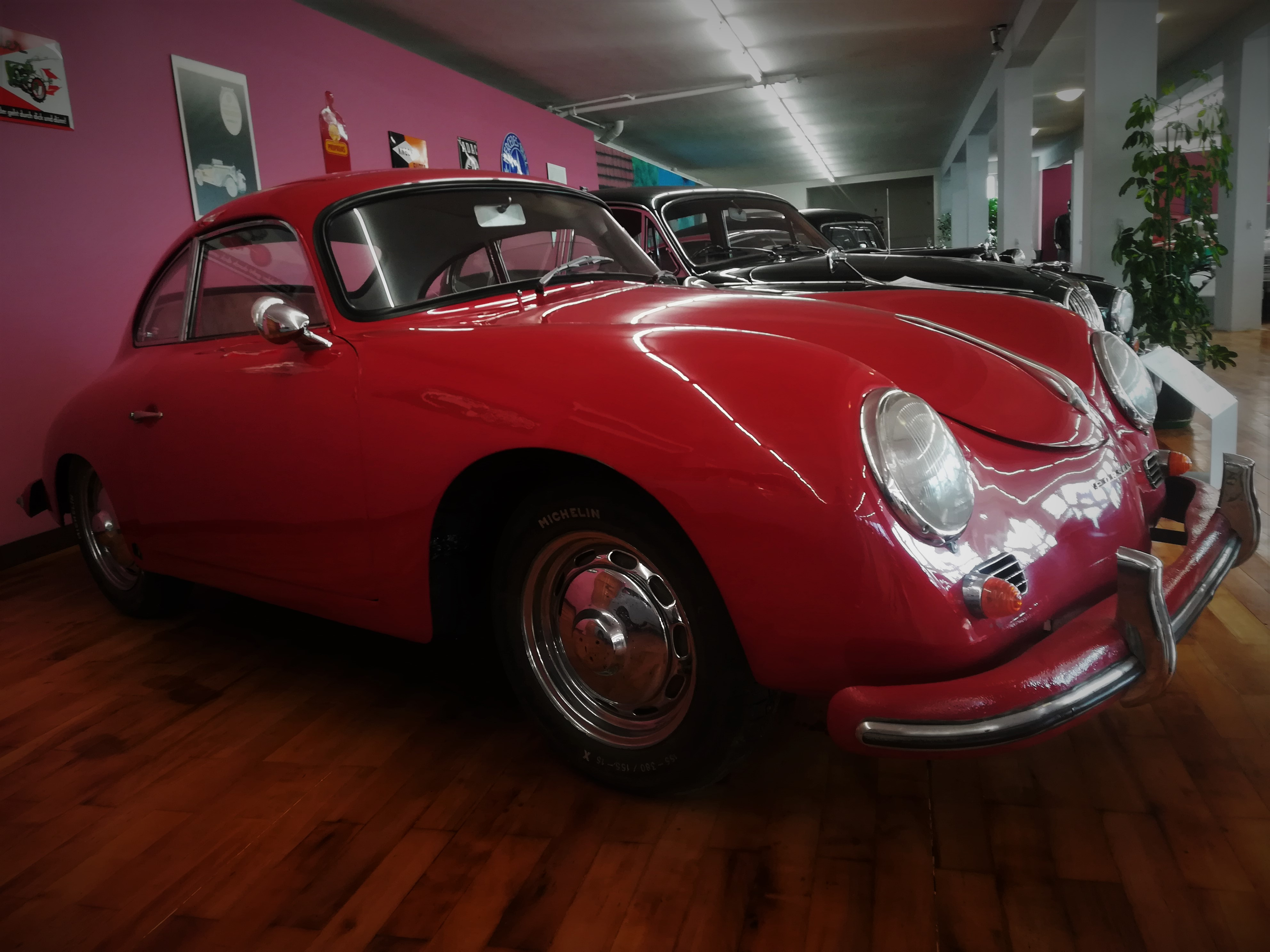
Porsche 356 A

## Veranstaltungen
Ab dem Jahr 2000 wurde auf dem Gelände vor dem Museum jährlich am 3. Oktober das Roller- und Kleinwagentreffen veranstaltet, bei dem 2019 fast 800 Fahrzeuge zu sehen waren. Ebenfalls vor dem Museumsgelände fand jährlich im Juni ein US-Car-Treffen statt.
Die Räumlichkeiten des Museums konnten für standesamtliche Trauungen genutzt werden.